# 竹東街

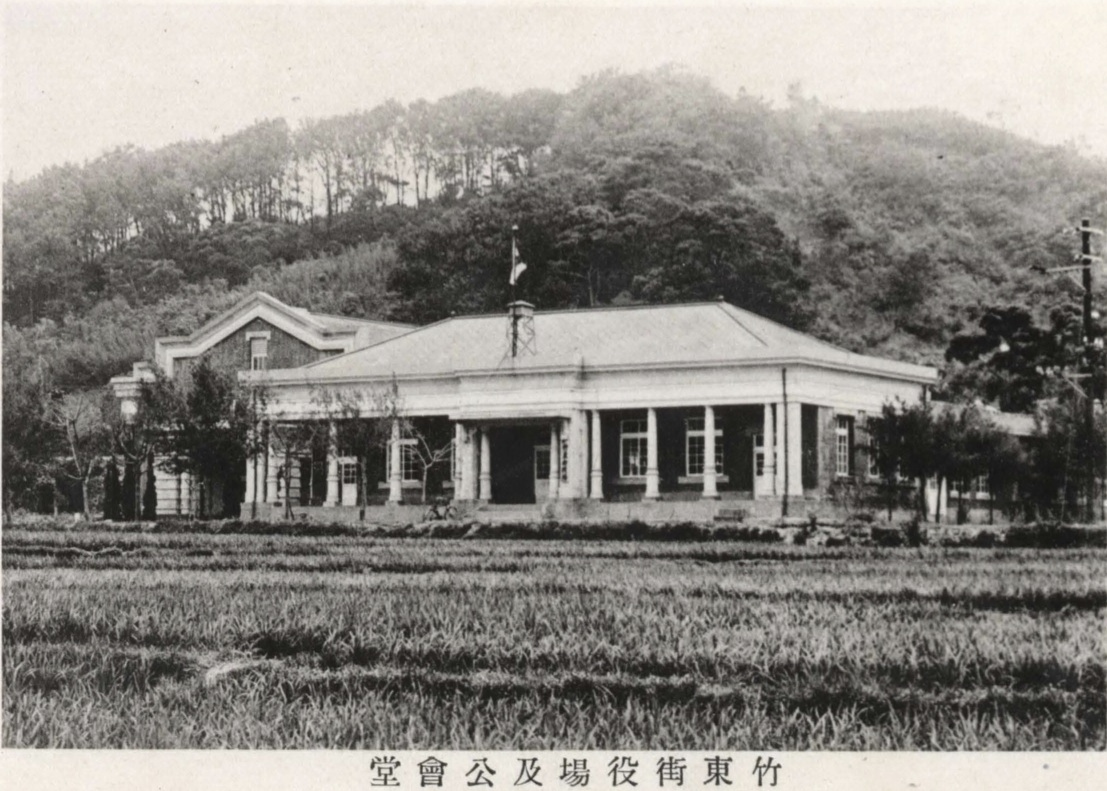
竹東街役場與公會堂

竹東街，為1933年~1945年間存在之行政區，轄屬新竹州竹東郡。今新竹縣竹東鎮。

## 街原名
原屬竹北一堡之上坪庄、燥樹排庄、員崠仔庄、下公館庄、上公館庄、鷄油林庄、樹杞林街、荳仔埔庄、三重埔庄、二重埔庄、蔴園肚庄、頭重埔庄、下員山庄、柯仔湖庄
- 樹杞林街改稱竹東[1]

## 行政區劃
竹東街轄域內分為竹東、上坪、燥樹排、員崠子、下公館、上公館、鷄油林、荳子埔、三重埔、二重埔、頭重埔、麻園肚、下員山、柯子湖十四個大字。
1920年~1933年間為竹東庄，1933年升格為竹東街。
竹東大字下有「竹東」、「番社子」小字名，員崠子大字下有「員崠子」、「軟橋」小字名